# Myst V: End of Ages
Myst V: End of Ages is het laatste hoofdstuk van de Myst-serie. Ontwikkeld door Cyan Worlds en gepubliceerd door Ubisoft in 2005, speelt End of Ages zich een paar jaar later af dan de gebeurtenissen van Uru, To D'ni en Path of the Shell.

## Spel
In End of Ages begint de speler in K'veer, de kamer van Atrus in D'ni, die hij bewoonde in Myst en Riven. Het Myst Linking Book bevindt zich hier, het is echter gesloten en Atrus is al een lange tijd weg.
Terwijl de speler aan het onderzoeken is, ontmoet hij of zij Yeesha, die er ouder en ontmoedigd uitziet. De speler realiseert zich dat de bevrijding van de Bahro in Uru slechts het begin is van wat Yeesha verlangt van de speler om te helpen om D'ni te herstellen.
Een tablet is vergrendeld door schrijfborden die de speler in vier Ages moet verzamelen. Onderweg ontmoet de speler Esher, een van weinige overgebleven volbloed D'ni, die vertelt over de geschiedenis van de Ages, maar ook zijn eigen ideeën heeft over Yeesha, de Bahro en de bestemming van de speler aangaande de toekomst van D'ni.
De beslissingen die de speler in End of Ages maakt, bepalen of de verhalen van Yeesha, D'ni en de Bahro een gunstig einde hebben.

## Ontvangst
| Beoordeeld door             | Platform  | Datum             | Score |
| --------------------------- | --------- | ----------------- | ----- |
| Adventure Lantern           | Windows   | 2005              | 95%   |
| Game Chronicles             | Windows   | 31 oktober 2005   | 88%   |
| PC Zone                     | Windows   | 23 september 2005 | 87%   |
| USA Today                   | Macintosh | 17 oktober 2005   | 80%   |
| Computer Games Magazine     | Windows   | 1 december 2005   | 80%   |
| G4 TV: X-Play               | Windows   | 25 oktober 2005   | 80%   |
| GameStar (Duitsland)        | Windows   | september 2005    | 75%   |
| TotalVideoGames (TVG)       | Windows   | 8 oktober 2005    | 70%   |
| Computer Gaming World (CGW) | Windows   | 31 oktober 2005   | 70%   |
| macHOME                     | Macintosh | januari 2006      | 60%   |